# مارسيلو فون شوارتز
مارسيلو فون شوارتز (بالإسبانية: Marcelo von Schwartz) هو مهندس معماري ومصور ومخرج أرجنتيني، ولد في 16 أغسطس 1961 في بوينس آيرس في الأرجنتين.

## وصلات خارجية
- مارسيلو فون شوارتز على موقع IMDb (الإنجليزية)
- مارسيلو فون شوارتز على موقع كينوبويسك (الروسية)